# Julien Simon-Chautemps
Ne doit pas être confondu avec Julien Simon.
Julien Simon-Chautemps, né le 14 mai 1978, est un ingénieur français, spécialisé dans les sports mécaniques. Entre 2017 et 2021, il était ingénieur de course de l'écurie de Formule 1 Sauber. Depuis 2022, il est consultant F1 pour Canal +.

## Biographie
Diplômé de l'Institut polytechnique des sciences avancées en 2002, Simon-Chautemps commence sa carrière en Formule 2 comme directeur technique de Prema Powerteam de 2003 à 2007 puis en GP2 Series au sein de Trident Racing.
Il débute en Formule 1 en 2007 en tant qu'ingénieur de course du pilote italien Jarno Trulli chez Toyota F1 Team puis Lotus. Il intègre Renault F1 Team en 2011 et travaille avec le pilote Vitaly Petrov. 
De 2012 à 2015, engagé par Lotus F1 Team, il travaille avec Kimi Räikkönen, Pastor Maldonado et Romain Grosjean.
En 2016, il retrouve Renault F1 Team et devient l'ingénieur de Jolyon Palmer. 
Il rejoint Sauber en 2017 et devient l'ingénieur de Marcus Ericsson. Après le départ de ce dernier de la Formule 1, il retrouve, en 2019, Kimi Räikkönen qui retourne dans l'écurie qui l'a vu débuter, devenue Alfa Romeo Racing,,. Räikkönen arrête la Formule 1 en fin d'année 2021, Simon-Chautemps quitte également Alfa Romeo Racing.
Il devient consultant pour Canal + en 2022.